# Лобастая цифотиляпия зебра
Лобастая цифотиляпия зебра (лат. Cyphotilapia frontosa) — лучепёрая рыба семейства цихловых.
В природе особи вида Cyphotilapia frontosa вырастают до 35 см, в аквариуме редко больше 15 см. У особей больших размеров на лбу жировик. Спинной плавник длинный. Самца от самки можно отличить по размеру жировика (он у самцов значительно крупнее) и по форме спинного и анального плавников (у самца они сильнее удлинены). Окраска и узор: грязно-белое тело, иногда грязно-голубое, на боку 5-6 чёрных поперечных полос. Hа каждой чешуйке тёмная окантовка. Плавники голубоватые до сероватых.

## Ареал
Эндемик оз. Танганьика

## Цветовые формы
- - Blue Zaire Kapampa
  - Burundi
  - Kasanga
  - Kavalla
  - Kigoma
  - Kipili
  - Blue Mpimbwe
  - Nord Congo
  - Blue Sambia
  - Zair